# حسن محبوب
حسن محبوب علي (ولد باسم سيلاس كروي في 31 ديسمبر 1981 في كابسابيت) عداء مسافات طويلة بحريني الجنسية كيني المولد متخصص في سباق 10000 متر. قرر الهجرة من كينيا إلى البحرين في عام 2006. حقق أفضل رقم شخصي له بزمن قدره 27:22.40 دقيقة في سباق 10000 متر في مايو 2012 في فاخينينجن.
في بداية مسيرته الرياضية ركز في سباق الطرقات حيث فاز بسباق نصف ماراثون براغ في عام 2005. شارك في دورة الألعاب الآسيوية 2006 وفاز بذهبية سباق 10000 متر. فاز بالميدالية البرونزية في بطولة آسيا لألعاب القوى 2007. في نهاية العام فاز بذهبية سباق 10000 متر في دورة الألعاب العربية 2007 بينما حصل على برونزية سباق 5000 متر. شارك للمرة الأولى أولمبيا في الألعاب الأولمبية الصيفية 2008 حيث حل ثامن عشر.
الإنجاز الأكبر في عام 2009 كان في بطولة آسيا لألعاب القوى 2009 عندما حطم الرقم القياسي بزمن قدره 28:23.70 دقيقة مما أهله للفوز بذهبية سباق 10000 متر ولكن تعرضه للضرب من قبل القطري جيمس كواليا حرمه من الحصول على ذهبيته الثانية في سباق 5000 متر. انتقل للمشاركة في سباق اختراق الضاحية حيث شارك في بطولة العالم للعدو الريفي 2010 حيث حل سادسا في ظل تنافس شديد من قبل الجميع. عاد للدفاع عن لقبه في سباق 10000 متر في دورة الألعاب الآسيوية 2010 حيث حصل على برونزية سباق 10000 متر وذهبية سباق 5000 متر.
حقق حسن مجددا المركز العاشر في بطولة العالم للعدو الريفي 2011 ولكن كان تركيزه منصبا على سباقات المضمار. حقق ذهبيته الثانية في سباق 10000 متر في بطولة آسيا لألعاب القوى 2011 وبعد أسبوعين حلف وصيفا للكيني جوسفات مينجو في دورة الألعاب العسكرية 2011. شارك في بطولة العالم لألعاب القوى 2011 ولكنه لم يتمكن من إنهاء السباق. أنهى العام بحصوله على ذهبية 10000 متر وبرونزية 5000 متر في دورة الألعاب العربية 2011.
في بطولة آسيا لاختراق الضاحية 2012 حل رابعا وساهم في حصول البحرين على المركز الأول.

## روابط خارجية
- حسن محبوب على موقع الاتحاد الدولي لألعاب القوى (الإنجليزية)
- حسن محبوب على موقع أوليمبيديا (الإنجليزية)